# Platymetopus
Platymetopus is een geslacht van kevers uit de familie van de loopkevers (Carabidae). De wetenschappelijke naam van het geslacht is voor het eerst geldig gepubliceerd in 1829 door Dejean.

## Soorten
Het geslacht Platymetopus omvat de volgende soorten:
- Platymetopus brevilabris Laferte-Senectere, 1853
- Platymetopus colpophilus Alluaud, 1918
- Platymetopus congestulus Basilewsky, 1948
- Platymetopus crenulatus Chaudoir, 1878
- Platymetopus cribricollis Facchini, 2004
- Platymetopus curtulus (Peringuey, 1908)
- Platymetopus cyaneus Facchini, 2004
- Platymetopus diversepunctatus Facchini, 2004
- Platymetopus figuratus Boheman, 1848
- Platymetopus flavilabris (Fabricius, 1798)
- Platymetopus guineensis Dejean, 1831
- Platymetopus indicus Jedlicka, 1969
- Platymetopus interpunctatus Dejean, 1829
- Platymetopus keiseri Louwerens, 1956
- Platymetopus laevigatus Kuntzen, 1919
- Platymetopus laticeps Dejean, 1829
- Platymetopus lepidus Dejean, 1829
- Platymetopus ludificus (H.Kolbe, 1883)
- Platymetopus majusculus Lorenz, 1998
- Platymetopus obscuripes Chaudoir, 1878
- Platymetopus pictus Andrewes, 1923
- Platymetopus platythorax Basilewsky, 1948
- Platymetopus quadrimaculatus Dejean, 1829
- Platymetopus quadrinotatus Burgeon, 1936
- Platymetopus rectangularis Burgeon, 1936
- Platymetopus rugosus (Nietner, 1857)
- Platymetopus sakalava Jeannel, 1948
- Platymetopus schoenherri Dejean, 1831
- Platymetopus seriatus Chaudoir, 1878
- Platymetopus straeleni Basilewsky, 1947
- Platymetopus subrugosus Schauberger, 1938
- Platymetopus sudanicus Basilewsky, 1967
- Platymetopus tessellatus Dejean, 1829
- Platymetopus tibialis (H.Kolbe, 1883)
- Platymetopus tritus Bates, 1889
- Platymetopus vestitus Dejean, 1829
- Platymetopus xanthographus (Alluaud, 1916)